# المسيحية في سيشل

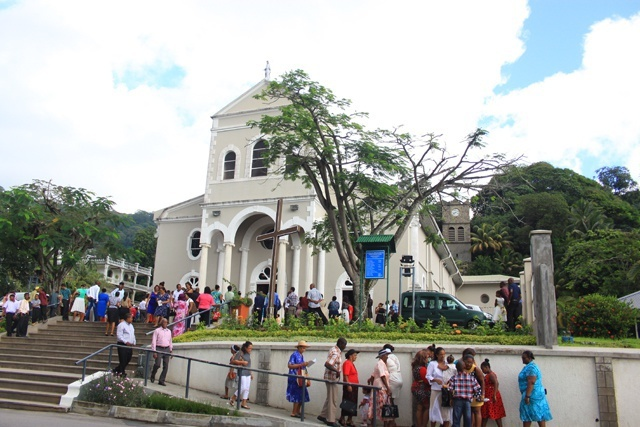
كاتدرائية الحبل بلا دنس في مدينة فيكتوريا.

تُعتبر المسيحية في سيشل الديانة السائدة والمهيمنة، وبحسب التقديرات السكانيّة لتعداد السكان عام 2010 وجدت الإحصائية الحكوميّة أن 89.2% من مجمل سكان جزر سيشل من أتباع الديانة المسيحية، وتتصدر أتباع الكنيسة الرومانية الكاثوليكية كبرى الطوائف المسيحية في البلاد مع حوالي 76.2% من السكان، ويليهم أتباع الكنيسة الأنجليكانية والذين شكلوا حوالي 6.1% من مجمل السكان. وهناك مجموعات مسيحية أخرى ويشكلون حوالي 6.9% من مجمل السكان، بما في ذلك أتباع الكنيسة المعمدانية والسبتية والخمسينية والأرثوذكسية الشرقية إلى جانب شهود يهوه.

## الطوائف المسيحية

### الكاثوليكية

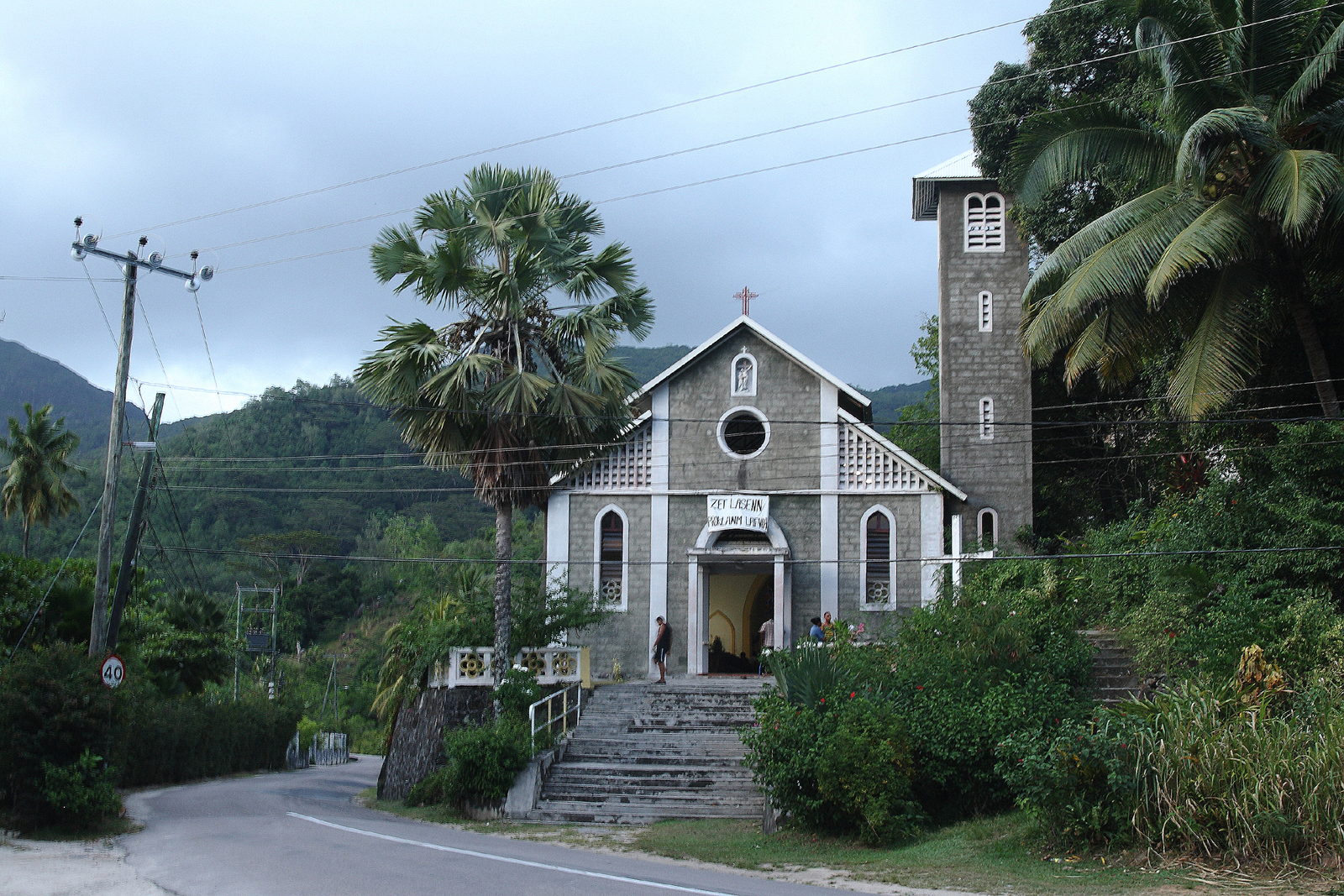
كنيسة القديس بطرس وبولس في جزيرة ماهية.

يتصدر أتباع الكنيسة الرومانية الكاثوليكية كبرى الطوائف المسيحية في البلاد مع حوالي 76.2% من السكان، وفقاً لتقديرات مركز بيو للأبحاث عام 2010 جزر سيشيل هي واحدة من الدول الأفريقية التي لديها أعلى نسب للسكان الكاثوليك. يتبع المجتمع الكاثوليكي المحلي أبرشية واحدة، وهي أبرشية بورت فيكتوريا الرومانية الكاثوليكية، والتي تأسست في عام 1852. أدخلت المسيحية إلى سيشل لأول مرة من قبل المستوطنون البيض من الرومان الكاثوليك وظَّلت البلاد كاثوليكيّة، وذلك على الرغم من الجهود البريطانية غير الفعالة لتحويل الجزر إلى البروتستانتية خلال القرن التاسع عشر. وكانت للأمة أسقفية منذ عام 1890، وأحتكرت المدارس المسيحية خاصًة المدارس الكاثوليكية على النظام التعليمي وذلك حتى استولت الحكومة على هذه المدارس في عام 1944. غالبية مسيحيي الجزر من المتدينين ومن المترددين على الكنائس، حيث أن المُداومة على حضور الصلوات والاحتفال بالأعياد الدينية مرتفعة. كما أنّ الثقافة الكاثوليكية حاضرة كثيرًا في النواحي الاجتماعية والسياسية والثقافية، مثل التحدث بالفرنسيَّة، ربما تكون قد منحت في الماضي وضعًا معينًا من خلال ربط أتباعها بالمستوطنين البيض من فرنسا.

### البروتستانتية
ما يقرب من 6% من سكان سيشل هم من الأنجليكان، وهي ثاني أكبر الطوائف المسيحية في البلاد، ومعظم الأنجليكان هم أبناء الأسر التي تحولت للبروتستانتية مِن قبل المبشرين البريطانيين في أواخر القرن التاسع عشر وأوائل القرن العشرين. تنشط الكنائس الإنجيلية البروتستانتية في الجزر وهي في نمو متزايد، من بينها الخمسينية وطائفة السبتيين، ويشكل أتباع المجموعات المسيحية الأخرى حوالي 6.9% من مجمل السكان، بما في ذلك المعمدانيين، والسبتيين، والخمسينيين، والأرثوذكس وشهود يهوه. ونحو 2% من السكان هم من أتباع الديانات الأخرى.